# Alejandro Grimaldo
Alejandro Grimaldo García (Valencia, 20 de septiembre de 1995) es un futbolista español. Juega como defensa en el Bayer 04 Leverkusen de la Bundesliga de Alemania.

## Trayectoria

### Inicios
Comenzó a jugar en las categorías inferiores del Valencia C. F., donde se desempeñaba como centrocampista durante ocho años. En 2008, a los doce años, fichó por las categorías inferiores del Barcelona. Empezó jugando en el Infantil B, aunque rápidamente ascendió de categoría hasta llegar al Cadete A. Disputó la temporada 2010-11 en el Juvenil A, entrenado en ese momento por Óscar García Junyent y ya como lateral izquierdo, con el que conquistó la División de Honor, la Copa de Campeones y la Copa del Rey Juvenil. Durante la pretemporada 11-12 debutó con el primer equipo en la Copa Cataluña, en un combinado comprendido por jugadores del equipo B, cuajando buenas actuaciones ante R. C. D. Espanyol y Girona F. C. Tras esto, completó parte de la pretemporada con el Barcelona B, antes de volver al juvenil azulgrana.

### F. C. Barcelona B

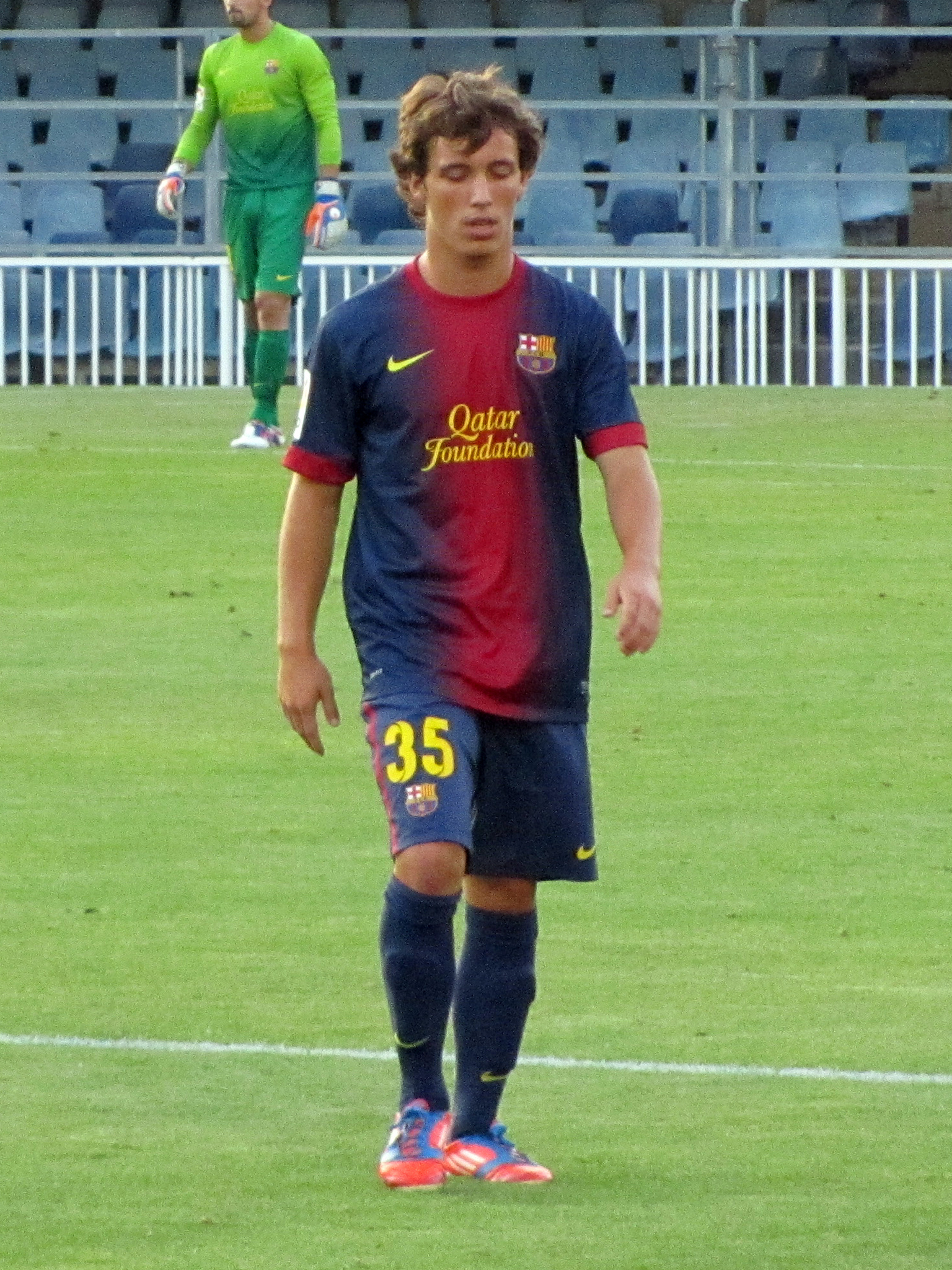
Grimaldo con el F. C. Barcelona B en 2012.

Siendo juvenil, debutó con el F. C. Barcelona B en partido oficial de Segunda división el 4 de septiembre de 2011, jugando 90 minutos frente al F. C. Cartagena y convirtiéndose así en el debutante más joven en la categoría con el filial azulgrana, superando a Haruna Babangida.
La temporada 2012-13 la afrontó, a todos los efectos, como jugador del equipo filial dirigido por Eusebio Sacristán, con tan solo 17 años. Fue uno de los futbolistas más utilizados por el entrenador, hasta que el 24 de febrero de 2013 en un encuentro ante el Hércules C. F. se lesionó de gravedad en el ligamento cruzado anterior de la rodilla derecha, que hizo que se perdiera el resto de la temporada y gran parte de la siguiente.
En enero de 2014 renovó su contrato con la entidad azulgrana hasta 2016, con un año más opcional y una cláusula de rescisión de 12 millones de euros, 35 si pasaba a formar parte del primer equipo. Finalmente, y tras 11 meses de recuperación, volvió a pisar los terrenos de juego el 2 de febrero ante el Real Zaragoza disputando un par de minutos. El equipo acabaría la temporada 2013-14 en la tercera posición, igualando así su mejor clasificación histórica. Alejandro consiguió disputar 14 encuentros de los cuales 8 fueron como titular.
La siguiente temporada se afianzó en el once titular, disputando 36 encuentros de Liga en Segunda División y anotando cuatro goles, el primero de ellos - el 13 de septiembre de 2014 frente al Deportivo Alavés - supuso su primer gol como profesional. Sin embargo, el equipo acabó siendo relegado a Segunda División B en dicha temporada.
En la temporada 2015-16 fue elegido primer capitán del filial azulgrana.

### S. L. Benfica
El 29 de diciembre de 2015, después de ocho años como culé, se anunció su traspaso al Sport Lisboa e Benfica de Portugal hasta 2021. El club de Lisboa abonó 1,5 millones de euros por el traspaso, en tanto el Barça retuvo un porcentaje sobre un futuro traspaso. Estuvo siete años y medio en los que disputó 303 partidos y anotó 27 goles, además de conquistar nueve títulos durante ese periodo de tiempo.

### Bayer Leverkusen
El 15 de mayo de 2023 firmó con el Bayer Leverkusen de la Bundesliga de Alemania un acuerdo de cuatro años a partir del término de su contrato con el S. L. Benfica al mes siguiente.

## Selección nacional
Ha disputado encuentros con varias categorías inferiores de España: sub-16, sub-17 y sub-19. Disputó el Europeo Sub-19 de Estonia durante el verano de 2012, formando parte de un combinado dirigido por Julen Lopetegui. El equipo se alzó con el título tras derrotar a la selección de Grecia por 1-0.
El 10 de noviembre de 2023 fue convocado por primera vez con la selección absoluta para los partidos de clasificación para la Eurocopa 2024 ante Chipre y Georgia. Debutó el día 16 contra los chipriotas y dio una asistencia a Mikel Oyarzabal en el segundo de los tres goles que marcó España.
Fue uno de los 26 convocados a la Eurocopa 2024 en la que España se coronó campeona tras vencer en la final a Inglaterra por un marcador de 2-1.

### Participaciones en Eurocopas
| Copa          | Sede     | Resultado | Partidos | Goles |
| ------------- | -------- | --------- | -------- | ----- |
| Eurocopa 2024 | Alemania | Campeón   | 2        | 0     |

## Estadísticas

### Clubes
| Club                           | Div.          | Temporada     | Liga  | Liga  | Liga   | Copas nacionales | Copas nacionales | Copas nacionales | Torneos internacionales | Torneos internacionales | Torneos internacionales | Total | Total | Total  | Media goleadora |
| Club                           | Div.          | Temporada     | Part. | Goles | Asist. | Part.            | Goles            | Asist.           | Part.                   | Goles                   | Asist.                  | Part. | Goles | Asist. | Media goleadora |
| ------------------------------ | ------------- | ------------- | ----- | ----- | ------ | ---------------- | ---------------- | ---------------- | ----------------------- | ----------------------- | ----------------------- | ----- | ----- | ------ | --------------- |
| F. C. Barcelona "B" · España   | 2.ª           | 2011-12       | 1     | 0     | 0      | —                | —                | —                | —                       | —                       | —                       | 1     | 0     | 0      | 0               |
| F. C. Barcelona "B" · España   | 2.ª           | 2012-13       | 24    | 0     | 2      | —                | —                | —                | —                       | —                       | —                       | 24    | 0     | 2      | 0               |
| F. C. Barcelona "B" · España   | 2.ª           | 2013-14       | 14    | 0     | 2      | —                | —                | —                | —                       | —                       | —                       | 14    | 0     | 2      | 0               |
| F. C. Barcelona "B" · España   | 2.ª           | 2014-15       | 36    | 4     | 4      | —                | —                | —                | —                       | —                       | —                       | 36    | 4     | 4      | 0.11            |
| F. C. Barcelona "B" · España   | 2.ª B         | 2015-16       | 17    | 2     | 3      | —                | —                | —                | —                       | —                       | —                       | 17    | 2     | 3      | 0.12            |
| F. C. Barcelona "B" · España   | Total club    | Total club    | 92    | 6     | 11     | 0                | 0                | 0                | 0                       | 0                       | 0                       | 92    | 6     | 11     | 0.07            |
| S. L. Benfica Portugal         | 1.ª           | 2015-16       | 2     | 0     | 0      | 3                | 0                | 0                | 0                       | 0                       | 0                       | 5     | 0     | 0      | 0               |
| S. L. Benfica Portugal         | 1.ª           | 2016-17       | 14    | 2     | 3      | 3                | 0                | 1                | 4                       | 0                       | 0                       | 21    | 2     | 4      | 0.1             |
| S. L. Benfica Portugal         | 1.ª           | 2017-18       | 28    | 1     | 4      | 5                | 0                | 1                | 4                       | 0                       | 0                       | 37    | 1     | 5      | 0.03            |
| S. L. Benfica Portugal         | 1.ª           | 2018-19       | 34    | 4     | 11     | 5                | 0                | 0                | 15                      | 3                       | 1                       | 54    | 7     | 12     | 0.13            |
| S. L. Benfica Portugal         | 1.ª           | 2019-20       | 26    | 0     | 6      | 7                | 1                | 0                | 8                       | 0                       | 1                       | 41    | 1     | 7      | 0.02            |
| S. L. Benfica Portugal         | 1.ª           | 2020-21       | 31    | 2     | 9      | 5                | 0                | 0                | 7                       | 0                       | 0                       | 43    | 2     | 9      | 0.05            |
| S. L. Benfica Portugal         | 1.ª           | 2021-22       | 29    | 5     | 5      | 5                | 1                | 1                | 14                      | 0                       | 3                       | 48    | 6     | 9      | 0.13            |
| S. L. Benfica Portugal         | 1.ª           | 2022-23       | 33    | 5     | 9      | 7                | 1                | 0                | 14                      | 2                       | 4                       | 54    | 8     | 13     | 0.15            |
| S. L. Benfica Portugal         | Total club    | Total club    | 197   | 19    | 47     | 40               | 3                | 3                | 66                      | 5                       | 9                       | 303   | 27    | 59     | 0.09            |
| Bayer 04 Leverkusen · Alemania | 1.ª           | 2023-24       | 33    | 10    | 13     | 6                | 0                | 1                | 12                      | 2                       | 5                       | 51    | 12    | 19     | 0.24            |
| Bayer 04 Leverkusen · Alemania | 1.ª           | 2024-25       | 32    | 2     | 7      | 6                | 0                | 4                | 10                      | 2                       | 2                       | 48    | 4     | 13     | 0.08            |
| Bayer 04 Leverkusen · Alemania | 1.ª           | 2025-26       | 0     | 0     | 0      | 1                | 1                | 0                | 0                       | 0                       | 0                       | 1     | 1     | 0      | 1               |
| Bayer 04 Leverkusen · Alemania | Total club    | Total club    | 65    | 12    | 20     | 13               | 1                | 5                | 22                      | 4                       | 7                       | 100   | 17    | 32     | 0.17            |
| Total carrera                  | Total carrera | Total carrera | 354   | 37    | 78     | 53               | 4                | 8                | 88                      | 9                       | 16                      | 495   | 50    | 102    | 0.1             |
| 1. 2.                          |               |               |       |       |        |                  |                  |                  |                         |                         |                         |       |       |        |                 |

### Resumen estadístico
| Competición           | Partidos | Goles |
| --------------------- | -------- | ----- |
| Liga nacional         | 326      | 36    |
| Copas nacionales      | 48       | 3     |
| Copas internacionales | 79       | 8     |
| Total                 | 453      | 47    |

## Palmarés

### Campeonatos nacionales
| Título                      | Club                        | País     | Año  |
| --------------------------- | --------------------------- | -------- | ---- |
| División de Honor           | F. C. Barcelona Juvenil "A" | España   | 2011 |
| Copa de Campeones           | F. C. Barcelona Juvenil "A" | España   | 2011 |
| Copa del Rey Juvenil        | F. C. Barcelona Juvenil "A" | España   | 2011 |
| Primeira Liga               | S. L. Benfica               | Portugal | 2016 |
| Copa de la Liga de Portugal | S. L. Benfica               | Portugal | 2016 |
| Supercopa de Portugal       | S. L. Benfica               | Portugal | 2016 |
| Primeira Liga               | S. L. Benfica               | Portugal | 2017 |
| Copa de Portugal            | S. L. Benfica               | Portugal | 2017 |
| Supercopa de Portugal       | S. L. Benfica               | Portugal | 2017 |
| Primeira Liga               | S. L. Benfica               | Portugal | 2019 |
| Supercopa de Portugal       | S. L. Benfica               | Portugal | 2019 |
| Primeira Liga               | S. L. Benfica               | Portugal | 2023 |
| Bundesliga                  | Bayer 04 Leverkusen         | Alemania | 2024 |
| Copa de Alemania            | Bayer 04 Leverkusen         | Alemania | 2024 |
| Supercopa de Alemania       | Bayer 04 Leverkusen         | Alemania | 2024 |

### Campeonatos internacionales
| Título         | Club (*)            | País     | Año  |
| -------------- | ------------------- | -------- | ---- |
| Europeo sub-19 | Selección de España | Estonia  | 2012 |
| Eurocopa       | España              | Alemania | 2024 |

(*) Incluyendo la selección.

### Campeonatos regionales
| Título                | Club            | País   | Año  |
| --------------------- | --------------- | ------ | ---- |
| Copa Cataluña         | F. C. Barcelona | España | 2014 |
| Supercopa de Cataluña | F. C. Barcelona | España | 2014 |